# Darley Abbey
Darley Abbey är en ort i distriktet Derby, i grevskapet Derbyshire, i England. Darley Abbey var en civil parish 1894–1968 när blev den en del av Derby. Civil parish hade 2 281 invånare år 1961.